# Múscul tarsal superior
El múscul tarsal superior (musculus tarsalis superior) és un múscul llis adjacent al múscul elevador de la parpella superior que ajuda a elevar la parpella superior.
S'origina en la part inferior del múscul elevador de la parpella superior i s'insereix a la placa tarsal superior de la parpella.
El múscul tarsal superior rep la innervació del sistema nerviós simpàtic. Fibres simpàtiques postganglionars s'originen en el gangli cervical superior i viatgen a través del plexe de la caròtide interna, on petites branques es comuniquen amb el nervi motor ocular comú a mesura que passa a través del si cavernós. Les fibres simpàtiques segueixen la divisió superior del nervi motor ocular comú, on entren dins el múscul tarsal superior per la seva cara inferior.
L'acció del múscul tarsal superior, juntament amb l'elevador de la parpella superior, és la d'elevar la parpella superior.

## Múscul de Müller
El terme «múscul de Müller» s'utilitza de vegades com a sinònim d'aquest múscul. El mateix terme també s'utilitza per a denominar les fibres circulars del múscul ciliar, i també per al múscul orbitari que cobreix la fissura orbitària inferior. Donada aquesta possible confusió, l'ús del terme múscul de Müller no s'ha d'usar llevat que el context elimini qualsevol ambigüitat.